# Shannonomyia sparsipunctata
Shannonomyia sparsipunctata är en tvåvingeart som beskrevs av Alexander 1940. Shannonomyia sparsipunctata ingår i släktet Shannonomyia och familjen småharkrankar.
Artens utbredningsområde är Ecuador. Inga underarter finns listade i Catalogue of Life.